# 海航集团
海航集团有限公司（简称海航集团）前身是1998年4月16日成立的海南航空控股有限公司，总部位于海南省海口市，是中国一家已破產的公司。
海航集团的业务曾以航空运输业为主体，集成机场服务业、酒店旅游业、商业零售业、物流业、金融服务业等相关产业，还于2017年跃居《财富》杂志的世界500强榜单第170位，但到了2017年底集团却爆发了流动性危机，并于不久后转为严重资不抵债的债务危机。
2021年，海南省高级人民法院分别于2月10日、3月13日裁定受理海航集团等七家公司破產重整案和对海航集团等321家公司进行实质合并重整，并于10月31日批准《海航集团有限公司等三百二十一家公司实质合并重整案重整计划》。根据重整计划，海航集团的航空主业、基础设施、供销大集三大上市板块被拆离出集团並各自引入戰略投資者重整，其余注入信托资产包进行重整，即海航集团将以自身财产设立信托计划，并通过信托份额抵偿债务。
海南海航二号信管服务有限公司简称海航集团（信管计划），是海航集团破产重整专项服务信托的总持股平台，所经营的业务涉及金融、制造、酒店、资产管理等多种业态，信托计划存续期间的收益按照重整计划及信托文件的规定向全体受益人即海航集团等321家公司参与信托份额分配的全体债权人分配。
2021年11月10日，海航集团有限公司成立海南海航一号信管服务有限公司作为发起人公司，同日该发起人公司成立海南海航二号信管服务有限公司作为持股平台公司以成立信托计划。2022月4月24日，海航集团公布中信信托有限责任公司和光大兴陇信托有限责任公司组成的联合体为信托受托人，中信信托则于26日接收海南海航二号信管服务有限公司所有股权，海航集团（信管计划）亦即时开始负责对信托底层资产和企业进行管理。

## 历史

### 创立
1993年海南航空正式开航 。
1998年4月16日，海南海航飞机维修公司（占股14%）、海南琪兴实业投资有限公司（占股47%）、海南祥云实业开发有限公司（占股23%）以及海南省财政税务厅（占股16%）四方共同出资10,080万元注册成立海南港航控股有限公司，此为海航集团有限公司前身1999年12月，海航集团4名股东共同签署《海南海航控股有限公司重组协议》，依据协议，海南海航飞机维修有限公司和海南省财政税务厅退出海南海航控股有限公司，其原来股份由海南琪兴实业投资有限公司和海南祥云实业开发有限公司（2001年9月更名为海南交管控股有限公司）出资，注册资本仍为10,080万元，其中海南琪兴实业投资有限公司出资7,056万元，占70%的股份，海南祥云实业开发有限公司出资3,024万元，占30%的股份。
2001年9月17日，依据股东大会通过的方案，海南琪兴实业投资有限公司将其持有40%的股权转让给海南交管控股有限公司，持有公司30%的股权转让给广州缘通投资有限公司；此次股权转让完成后，海南交管控股持股70%，广州缘通投资有限公司控股30%。此后，海航集团经过多次增资与股权转让。海航集团曾由8家公司和组织分层持有，海南省慈航公益基金会和盛唐发展有限公司接近所有权结构顶层截止到2017年7月31日，海南交管控股有限公司直接持有海航集团70%股权，为海航集团控股股东；而慈航基金会为海航集团的实际控制人，通过海南交管控股有限公司、盛唐发展（洋浦）有限公司间接控制海航集团。

### 大幅扩张与跨国并购
2013年2月27日，欧洲第三大酒店连锁集团西班牙NH酒店集團對外公告，董事會正式批准向海航集團出售20%股權。4月，海航集团收购成功，次年增持比例上升至29.5%，成为NH酒店集团最大股东。2013年2月28日，海航集團將向海南省慈航公益基金會捐贈20%的海航集團股權，目前資產價值80多億元人民幣，使慈航基金成為海航集團的單一第一大股東。2015年5月26日，海航集團旗下荷蘭的全資子公司支付1.6億南非蘭特（1300萬美元）獲得南非商務航空6.2%的股份。2013年5月，海航集团收购澳大利亚Arena航校80%股权，后更名为澳大利亚国际航空学院 。2013年7月4日，海航集團全資子公司海航集團國際總部（香港）有限公司於在場外購入首長科技約3.17億股股份，涉資逾2.5億港元，持股比例約11.76%，並成為公司的主要股東。2013年10月，海航集团收购欧洲第一大拖车租赁公司TIP拖车租赁公司。
2014年11月，海航集团旗下公司渤海租赁收购Cronos，进而成为世界最大的集装箱租赁业务提供商。
2015年6月，海航旗下公司从Columbia Pacific Advisors手中收购红狮酒店约15%的股份，以扩张其在北美地区的酒店品牌与产业。7月31日，海航集團以27.3億瑞郎（約人民幣175億元）收購瑞士國際空港服務有限公司全數股權。Swissport是全球最大航空地面服务及货运服务供应商，成为海航的航空、机场管理、物流和旅游业务的补充。2015年8月，海航收购英国路透社总部大楼(30 South Colonnade)，后者是伦敦标志性建筑之一。9月7日，海航旗下渤海金控斥資25.55億美元併購飛機租賃公司Avolon Holdings Ltd. 100%，截至2015年6月30日，Avolon機隊規模260架，其中自有飛機143架，管理飛機9架，已簽署購買協議的飛機108架，飛機資產的賬面價值達63.6億美元。渤海租赁飞机租赁业务一举跨入世界前五位 。11月24日，海航集團將以10.5億美元收購巴西第三大航空公司藍色巴西航空23.7%的股权，並將委任新成員加入董事會。
2016年1月18日，海航物流集團有限公司持有20.76%股權的天津天海投資發展公司將以每股38.90美元價格，約60億美元收購全球最大的IT產品代理商英邁（Ingram Micro）100%股权。3月，香港珠海學院控制權由江氏家族間接交予海航集團，並委位三名高層進入校董會，使其成為海航旗下第三所專上院校。4月12日，海航集團以14億瑞士法郎（15億美元）收購瑞士航空的配餐公司Gategroup Holding AG佳美集團100%股權。佳美集團在6大洲33個國家設有約160個服務點。4月12日，海航集團向Lenlyn Holdings Limited收購英國外幣兌換運營商International Currency Exchange（ICE）。ICE是全球最大的零售貨幣兌換運營商之一，其網絡遍布19個國家，在70座機場和其他許多地點設有逾350家分支和辦事處 ，ICE將成為海航旅遊旗下成員。4月20日，海航集團附屬HNA Finance 以每股4.53元，斥資26.15億港元向泰昇集團控股股東Tides Holdings II（「Tides」）購買5.77億股股份，相當於集團已發行股份約66%。7月6日，海航資本集團有限公司持有34.56%股權的渤海租賃斥資19.75億美元（130.96億人民幣）現金向向GECAS收購45架附帶租約的飛機租賃資產。10月5日，黑石集團以6.75億美元現金出售文思海輝給海航集團旗下一家科技公司。10月8日，海航資本集團有限公司持有34.56%股權的渤海租賃旗下的Avolon Holdings同意斥資100億美元（折合約780億港元）收購美國CIT Group的飛機租賃業務，合併後將擁有910架飛機，價值逾430億美元。10月24日，黑石集團以每股26.25美元，總計65億美元現金出售希爾頓全球酒店25%股份（2.475億股）給海航集團旗下海航旅遊。希爾頓酒店集團隨後分拆為三家上市公司，包括Park Hotels和另一家名為Hilton Grand Vacations Inc.（HGV）的公司，海航在全部三家公司中均持有25%的股權11月2日，海航集團旗下海航國際投資持有的香港海島建設地產有限公司（母公司：Total Thrive Holdings Limited）以88.37126億，平均樓面呎價約1.35萬，較市場估值高出1.4倍投得啟德第1K區3號地盤的新九龍內地段第6565號的用地，地盤面積約121,224平方呎，可建樓面面積約654,602平方呎，用途屬住宅（甲類）。11月26日，海南航空發布公告稱，其控股的子公司雲南祥鵬航空與雲南祥鵬投資有限公司、成都交通投資集團有限公司，擬共同出資30億元組建成都神鳥航空（三者出資分別為10.5億元、13.5億元和6億元，占比分別為35%、45%和20%）。12月15日，海航集團以6億港元，或每股6.05港元收購KTL International Holdings Group Limited海福德集團持有61.44%（98,304,016股）股權。借由一系列的收购举措，海航集团2016年底的总资产由4687亿元一下子猛涨到10155亿元 。
2016年，海航集团在以15亿美元收购瑞士航空后勤服务公司Gategroup Holding时提供了虚假资料，遭到瑞士并购委员会调查。
2017年1月11日，澳新銀行（ANZ）同意以6.6億紐元（約4.6億美元）向中國海航集團出售紐西蘭資產融資業務UDC Finance。1月19日，海航旗下海航資本美國以約2億美元買下美國總統唐納·川普經濟顧問斯卡拉穆奇（Anthony Scaramucci）持有的對沖基金SkyBridge控股權，Skybridge旗下管理約120億美元資產。2月15日，海航集團旗下奧地利資産管理公司C-Quadrat Investment AG入股德意志銀行，並取得3.04%投票權，成為第四大股東，己增持至4.76%。4月3日，海航集團以7.75億美元現金收購嘉能可旗下石油產品存儲及物流業務51%權益，有關業務將改名為HG Storage International。4月9日海航實業以每股要約價2.33坡元，斥資13.987億坡元（約76.929億港元），收購新加坡上市的物流公司CWT迅通集團所有已發行股份（600,304,650股）。4月27日，海航集團旗下全資子公司——香港匯海晟投資有限公司通過與第三方交易獲得全球最大免稅品零售商Dufry AG 16.79%的股份。5月2日，海航集團旗下旗下奧地利資産管理公司C-Quadrat Investment AG增持德意志銀行至9.92%（2.047億股），成為最大股東。5月3日，海航集團合共取得德意志銀行9.90%投票權，成為最大單一股東。5月26日，山西省民航機場集團與海航集團共同成立山西航空旅遊集團，公司註冊資本為100億元人民幣，雙方以股權、實物、貨幣等方式出資，山西省民航機場集團公司認繳35億元，占註冊資本的35%，海航旅業認繳65億元，占註冊資本的65%。

### 面临危局
2017年，海航集团兴建的三亚红塘湾国际机场人工岛填海项目尚未完成审批，就已经在红塘湾海域开工。7月，国家海洋局作出“不予批准”的决定。
2017年6月，中国银监会要求其监管的银行对万达集团、海航集团、复星集团、浙江罗森内里等数家在中国大陆境外举债并购、扩张迅速的大型民营企业进行授信核查及风险分析。9月，香港金管局要求核查海航集团贷款风险。
2017年10月，海航集团旗下渤海人寿保险有限公司因股权质押解质押管理、公司章程股权相关记载、股东大会运作管理不规范、公司章程董事会相关规定不符合监管要求、董事会运作、董事日常管理、独立董事管理、董事会专业委员会运作、董事会召集程序及会议记录、监事会运作、高管人员任职资格管理、关联交易管理等程序不规范、信息披露不及时、发展规划执行评估不到位、高管人员离任审计不及时、薪酬制度不符合监管要求、薪酬制度执行不合规等诸多违规事项，被中国保监会处罚并禁止其直接或间接向海航集团有限公司及其关联方提供借款或其他形式的财务资助以及除存量关联交易的终止行为以外的资金运用类关联交易。
2017年11月1日，海航實業將其持有的58.9998億人民幣的三亞新機場公司的股權抵押給國民信托公司，12月15日海南省慈航公益基金以每股均價3.08港元出售中国邮政储蓄银行9.19億H股套現28.3億港元，持股量由8.73%減至4.6%，對冲基金Elliott利用海航的流动性紧张，获得了Dufry 5.6%的股份，海航持股量由20.9%減至15.3%。2017年11月起，海航集团旗下互联网金融网站聚宝汇在兑付员工和个人投资者的资金上出现逾期。彭博通讯社于2018年1月报道逾期兑付事件。《华尔街日报》认为该问题是海航集团在债务偿还上面临困境的新迹象。聚宝汇负责人称将会妥善处理逾期兑付事宜。
2017年12月，海航集团跃居《财富杂志》世界500强榜单第170位。
2018年1月份，集團創始人陳峰承認目前面臨資金斷鏈的風險，開始出售集團旗下相關資產，1月起出售香港航空三成股權，未來將不再為香港航空注入資本。 2018年1月26日，海航集團確認旗下位於雪梨的辦公寫字樓One York以2.05億澳幣（折合約10.5億元）出售於美國投資公司黑石集團。 2月13日海航集團旗下香港國際建投以159.5941億元，平均樓面呎價15162元出售6562號地塊（啟德1L區3號地）以及6565號地塊（啟德1K區3號地）給恒基地產。海航原為德銀最大股東，但由於資金缺口的問題已陸續透過海航旗下奧地利資產管理公司C-Quadrat減持德意志銀行至8.8%。
2018年3月6日，美國Park Hotels & Resorts公告指，海航集團將以每股25.75美元出售3,450萬股 Park Hotels 股份，套現約8.88億美元。同時，海航將以每股24.8488美元向Park Hotels出售1400萬股，所有出售股份合共佔股本約90%，作價約12.36億美元，折合約96.4億港元。2018年3月9日，會德豐地產以約63.59億港元向海航集团旗下香港國際建投購入啟德第1L區1號地皮，地盤面積約78771平方呎，以最高的樓面面積425361平方呎計，平均樓面呎價14950元。2018年3月12日，海航基礎分別以約11.36億元和約7.97億元，合共19.33億元人民幣，向融創中國子公司海南融創昌晟置業出售，海南高和房地產及海南海島物流100%股權。2018年3月27日，旗下A股渤海金控（SZ000415）公佈，轉讓皖江金融租賃公司16.5億股股權，佔35.87%股份，轉讓價不低於每股資產的1.8倍，完成後，天津渤海持有皖江租賃的股比將由５３﹒６５％降至１７﹒７８％。截止2017年６月底，皖江租賃的每股淨資產１﹒２７元。按此計算，天津渤海的出讓價將不低於３７﹒７億元。另外，子公司Avolon將以8.84億美元，折合約69億港元向sapphire aviation出售４１架附帶租約的飛機租賃資產。2018年4月，子公司Aerial wonder分别於4月10日及4月16日出售2.95億H股，悉数出售對廣州農商銀行的投資，交易價格均為5.12港元/股，合共套現15.12億港元。另外，海航減持德意志銀行的股份，持股比率從8.8%降至7.9%。2018年4月24日，海航以59億美元出售其持的希爾頓全球（Hilton Worldwide Holdings）26.1%股權. 當中1650萬股由HLT以每股70.9925美元的價格回購, 剩餘6600萬股成交價為每股71.7美元。在2018年7月左右，部分媒體報導由于流动性危机，海航集团无法支付A330客機的费用，部分交機時間因此延後。但7月14日時，空中巴士在推特上展示相關了交機照片澄清此流言。2018年8月9日，歐力士同意以22.124億美元（折合人民幣139.12億元）現金從海航集團旗下渤海金控收購全球第三大飛機租賃公司Avolon Holdings三成股權，歐力士將於11月完成有關收購，並在Avolon董事會取得兩個席位。2019年2月1日，海航集团旗下香港國際建投宣佈，向會德豐地產出售啟德1L區2號地皮，代價約68.89億元。2019年2月18日，海航集團宣佈減持德意志銀行股份至6.3%。
2019年3月8日，海航集团旗下香港國際建投宣佈，獲控股股東HNA Finance I告知，向要約人黑石集團旗下公司Times Holding II Limited出售約23.41億股，約佔已發行股份69.54%，總代價70.23億元。另外，海航進一步減持德意志銀行的股份，持股比率從6.3%降至5.1%。2019年3月22日，海航集團再進一步減持德意志銀行股份至0.19%。2019年4月30日，海航集团以16.74億美元出售旗下瑞士航空餐飲公司Gategroup Holding予亞洲私募基金公司RRJ Capital。2019年6月11日，廣西北部灣投資集團、廣西機場集團，海南航空控股簽署《關於廣西北部灣航空旗有限責任公司股權重組合作框架協議》重組完成後，廣西北部灣投資集團將持股71.2%，廣西機場集團持股4.8%，海航控股持股24%。2019年8月26日，海航集團旗下天海投資以40億美元出售英邁的可換股債券給前高盛合夥人牽頭成立的RRJ Capital，行使後可換取英邁近50%股權。2019年7月16日，海航集團以8.0341億人民幣出售上海淳大酒店管理有限公司，該公司擁有位於上海浦東的五星級酒店，上海淳大萬麗酒店，酒店佔地6402平方米，總建築面積51436.47平方米，樓高29層，擁有包括總統套房等363間/套客房，總資産30.54億，負債22.2億，淨資產8.35億，2014年海航以19.68億購入，另外投入2.96億裝修。2019年11月26日，海航集團以1億英鎊（9.1億人民幣）出售倫敦金絲雀碼頭寫字樓17 Columbus Courtyard（哥倫布廣場17號）給香港新鴻基公司和澳洲投行麥格理的合資公司。2019年12日3日，海航集團與重慶國資委旗下渝富集團在重慶簽署《協議書》，將對旗下的西部航空公司進行股權重組，渝富集團或其指定企業，將合計持有股權將超過70%，成為中國西部航空第一大股東，生產經營則由海航的航空營運團隊繼續負責。

### 集团重组
因海航流动性风险和2019冠状病毒病疫情影响，2020年2月29日，海航集团宣布，根据工作需要，经2020年2月28日集团股东会、2月29日集团董事会审议通过，改选了部分董事。改选后的董事七名，分别为：陈峰、顾刚、李先华、谭向东、任清华、陈晓峰、何家福。选举陈峰担任董事长、顾刚担任执行董事长、李先华担任副董事长。同时，董事会决定分别聘任谭向东担任公司CEO（首席执行官）、任清华担任公司联席CEO（首席执行官）。
同日，海航集团表示，应海航集团请求，近日，海南省人民政府牵头会同相关部门派出专业人员共同成立了“海南省海航集团联合工作组”。联合工作组将全面协助、全力推进本集团风险处置工作。海航集团表示，联合工作组组长由海南省发展控股有限公司董事长顾刚担任，常务副组长由海南洋浦经济开发区管理委员会主任任清华担任，副组长分别由中国民用航空中南地区管理局副局长李双臣、国家开发银行信贷管理局副局长程功担任。
2021年1月26日，中共海航集团第二次代表大会召开，选举产生中共海航集团第二届委员会，并召开了第一次全体委员会议。海南省政府委任的联合工作组组长顾刚取代联合创始人兼董事长陈峰担任集团第二届党委书记，同时卸任执行董事长职务。1月29日，海航集团承認有债权人因海航集团不能清偿到期债务，申请法院对海航集团實行破产重整。3月15日，海南省高级人民法院裁定对海航集团有限公司等321家公司进行实质合并重整。
2021年9月12日，海航集团下属海南航空宣布辽宁方大集团为拟接盘方，而海航基础则宣布，海南省国有企业海南省发展控股有限公司为拟接盘方。
2021年9月24日，海航集团有限公司董事长陈峰、首席执行官谭向东因涉嫌违法犯罪，被依法采取强制措施。

## 旗下上市公司
- 渤海租赁（深交所：000415）
- CWT International（港交所：521）
- 海航投资（老三板：400201，简称：海投5）
- 海航科技（上交所：600751）
- 海航创新（老三板：400153，简称：海创A3）
- 東北電氣（港交所：42，老三板：400114，简称：东北电3）
- 海航冷链（新三板：831900）

## 争议事件

### 信息披露违规遭监管措施
海航集团及旗下公司多次重大事项信息披露不及时或违规遭到中国证券监督管理机构及证券交易所的监管措施。
- 2016年7月，海航基础产业集团控股股东变更信息披露违规遭上海证券交易所监管关注[42]。
- 2016年10月，海航集团有限公司累计新增借款超过2015年末净资产的20%后未就上述重大事项及时履行临时信息披露义务，遭到上海证券交易所监管关注[43]。
- 2016年11月11日，海航基础股份有限公司披露的《海航基础股份有限公司关于新增借款的临时公告》，显示累计新增借款余额7.73亿元，超过2015年末净资产32.51亿元的20%，但披露不及时。2017年8月1日，中国证监会海南监管局对海航基础股份有限公司采取出具警示函的行政监管措施[44]。
- 2017年4月28日，海航集团有限公司披露的2016年年报显示，2016年累计新增借款超过2015年末净资产的152%，信息披露不及时。8月2日，中国证监会海南监管局对海航集团有限公司采取出具警示函的行政监管措施[45]。

### 高层命案与刑案
2018年7月3日，海航集团有限公司联合创始人、海航集团有限公司董事局董事长王健，在法国公务考察期间，于博尼约游玩时因跌落导致重伤，经抢救无效离世，享年57岁。法國警方表示，王健和家人照相時站在牆的邊緣，因失足急速從15米高牆上跌下，但法國《世界報》華裔記者張竹林在为香港蘋果日報撰写的独家報導中称，事發地附近奔牛村教堂工作的奧狄伯特（Hubert Audibert）神父对王健的身故原因表示质疑，他对記者張竹林说“您怎麼能想像到一位57歲的男人這樣跳來跳去？這種完全是瞎編的”。至今王健是意外死亡、自杀身亡还是被谋杀，在不同媒体或不同官方组织中仍有不同说法。
2021年9月24日，海航集团的董事长陈峰及首席执行官（CEO）谭向东因涉嫌「违法犯罪」而被海南公安拘捕。海航集团党委书记顾刚在同日深夜向全体员工的发信中，未有说明陈、谭二人被捕的实际原因，却竟说集团高层管理员对二人的被捕「早就预料」，说相信「这一次公安机关的办案也一定也是严谨的、慎重的、严格依法的」，顾刚的信还说相信事后所有「海航人」的方向和目标都很明确，「只管在党的领导下，心无旁骛的在正确的轨道上加油冲刺」，「现在的我们，唯一要做的，就是听党的话，团结在一起，保安全、保平稳、保服务」。
同时，集团当天的微信公众号中则发出公告指「今接到海南公安机关通知，海航集团有限公司董事长陈峰、首席执行官谭向东因涉嫌违法犯罪，被依法採取强制措施」。
2025年7月，陈峰因犯背信损害上市公司利益罪、骗取贷款罪、职务侵占罪三项罪名，被判处有期徒刑12年，判处罚金2.21亿元，没收个人财产4000万元。陈峰当庭表示不服，提起上诉。

## 外部連結
- 海航集团（信管计划）
- 海航集团原官方网站（页面存档备份，存于）